# Atlantic Copper
Atlantic Copper es una empresa española del sector de la metalurgia cuya actividad está centrada en la elaboración de cobre. Posee varias plantas de producción en el Polo Químico de Huelva. En la actualidad constituye una sociedad filial perteneciente al grupo norteamericano Freeport-McMoRan.

## Historia
Los orígenes de la empresa actual están en la fundición de cobre que se levantó en el Polo Químico de Huelva en la década de 1970. Esta planta, operada por la empresa Río Tinto Minera (RTM), venía a sustituir a la fundición de piritas que históricamente había venido operando en la cuenca minera de Riotinto-Nerva. A partir de ese momento el mineral extraído de Riotinto sería tratado en las instalaciones de Huelva. En 1993 el grupo norteamericano Freeport-McMoRan adquirió RTM, procediendo a una división del negocio en tres nuevas sociedades; la fundición de Huelva quedó a cargo de «Río Tinto Metal». En ese contexto, la explotación de las minas de Riotinto había dejado de ser rentable —al punto de que los yacimientos fueron vendidos— y Freeport-McMoRan empezó a optar por importar para la fundición el mineral que extraía en otras zonas del mundo, como de la mina Grasberg en Indonesia. En octubre de 1996 la antigua Río Tinto Metal fue renombrada como Atlantic Copper.
La nueva Atlantic Cooper procedió a modernizar sus instalaciones en Huelva, para lo cual realizó importantes inversiones con el objetivo de duplicar la capacidad de fundición y refinado. Dentro de esta estrategia de centrar sus actividades en Huelva, en 2004 vendió su división de productos de cobre en España —desprendiéndose así de su centro de producción en Córdoba. La producción del complejo industrial onubense aumentó exponencialmente con el paso de los años, al punto de convertirse en uno de los mayores productores mundiales de cobre y el primero de España.

## Fundación
En 2009 desde la empresa se puso en marcha la Fundación Atlantic Copper, una entidad sin ánimo de lucro con diversos fines sociales y culturales. Para ello participa en «acciones de carácter social, educativo y de formación», al tiempo que también busca «colaborar, investigar, poner en valor y conservar el patrimonio natural, cultural, artístico e histórico de la provincia de Huelva».